# M!ssundaztood
M!ssundaztood är ett musikalbum från 2001 med sångerskan Pink. Albumet blev hennes stora genombrott med singlarna Get the Party Started, Don't Let Me Get Me, Just Like a Pill samt Family Portrait.

## Låtar på albumet
1. "M!ssundaztood" – 3:36
2. "Don't Let Me Get Me" – 3:31
3. "Just Like a Pill" – 3:57
4. "Get the Party Started" – 3:11
5. "Respect" – 3:25
6. "18 Wheeler" – 3:44
7. "Family Portrait" – 4:56
8. "Misery" (Med Steven Tyler och Richie Sambora) – 4:33
9. "Dear Diary" – 3:29
10. "Eventually" – 3:34
11. "Lonely Girl" (Med Linda Perry) – 4:21
12. "Numb" – 3:06
13. "Gone To California" – 4:34
14. "My Vietnam" – 5:19
15. "Catch 22 - 3:15